# Марцін Василевський
Марцин Василевський (пол. Marcin Wasilewski, нар. 9 червня 1980, Краків, Польща) — польський футболіст, захисник. Грав у складі національної збірної Польщі.

## Клубна кар'єра
Вихованець футбольної школи клубу «Гутник» (Краків).
У дорослому футболі дебютував 2000 року виступами за команду клубу «Шльонськ», в якій провів два сезони, взявши участь у 51 матчі чемпіонату. Більшість часу, проведеного у складі вроцлавського «Шльонська», був основним гравцем захисту команди.
Своєю грою за цю команду привернув увагу представників тренерського штабу клубу «Вісла» (Плоцьк), до складу якого приєднався 2002 року. Відіграв за команду з Плоцька наступні три сезони своєї ігрової кар'єри.
Протягом 2005—2006 років захищав кольори команди клубу «Аміка».
2006 року уклав контракт з клубом «Лех», у складі якого провів наступний рік своєї кар'єри гравця. У складі «Леха» захисник був одним з головних бомбардирів команди, маючи середню результативність на рівні 0,36 голу за гру першості.
На початку 2007 року перебрався до Бельгії, ставши гравцем «Андерлехта». Майже весь сезон 2009/10 був змушений пропустити відновлюючись від травми після того як отримав відкритий перелом ноги у зіткненні з Акселєм Вітселєм, якого за це порушення правил було відсторонено від гри на вісім турів бельгійської першості. Загалом відіграв за команду з Андерлехта шість з половиною сезонів, взявши за цей час участь у майже 200 матчах в усіх турнірах.
Після завершення контракту з «Андерлехтом» 33-річний захисник пройшов оглядини в англійському друголіговому на той час «Лестер Сіті», з яким уклав однорічний контракт у вересні 2013 року. Допоміг команді в сезоні 2013/14 здобути підвищення у класі і отримав подовження контракту. В сезоні 2014/15 регулярно виходив на поле в іграх англійської Прем'єр-ліги, згодом ще протягом двох сезонів був гравцем резерву «Лестера».
Влітку 2017 року контракт вже 37-річного на той час гравця з «Лестер Сіті» закінчився, після чого він вирішив все ж продовжити виступи на футбольному полі і в листопаді приєднався до краківської «Вісли», у складі якої протягом наступних трьох сезонів взяв участь у 60 іграх польської футбольної першості.

## Виступи за збірну
2002 року дебютував в офіційних матчах у складі національної збірної Польщі. Наразі провів у формі головної команди країни 60 матчів, забивши 2 голи.
У складі збірної був учасником Євро-2008 в Австрії та Швейцарії, а також домашнього для поляків Євро-2012. На обох турнірах був основним центральним захисником команди, яка в обох випадках не змогла подолати груповий етап.
| Дата       | Місто                      | Господарі         | Результат | Гості              | Турнір             | Голи | Примітки |
| ---------- | -------------------------- | ----------------- | --------- | ------------------ | ------------------ | ---- | -------- |
| 20-11-2002 | Копенгаген                 | Данія             | 2 – 0     | Польща             | товариський матч   | -    | 74'      |
| 11-2-2003  | Спліт                      | Польща            | 3 – 0     | Північна Македонія | товариський матч   | -    |          |
| 2-4-2003   | Островець-Свентокшиський   | Польща            | 5 – 0     | Сан-Марино         | Відбір до ЧЄ 2004  | -    | 64'      |
| 11-12-2003 | Та-Калі                    | Мальта            | 0 – 4     | Польща             | товариський матч   | -    | 46'      |
| 14-12-2003 | Та-Калі                    | Литва             | 1 – 3     | Польща             | товариський матч   | -    | 46'      |
| 21-2-2004  | Сан-Фернандо               | Фарерські острови | 0 – 6     | Польща             | товариський матч   | -    |          |
| 16-11-2005 | Островець-Свентокшиський   | Польща            | 3 – 1     | Естонія            | товариський матч   | -    | 51'      |
| 14-5-2006  | Гміна Вронкі               | Польща            | 4 – 0     | Фарерські острови  | товариський матч   | -    | 46'      |
| 2-9-2006   | Бидгощ                     | Польща            | 1 – 3     | Фінляндія          | Відбір до ЧЄ 2008  | -    |          |
| 6-9-2006   | Варшава                    | Польща            | 1 – 1     | Сербія             | Відбір до ЧЄ 2008  | -    | 72'      |
| 15-11-2006 | Брюссель                   | Бельгія           | 0 – 1     | Польща             | Відбір до ЧЄ 2008  | -    |          |
| 6-12-2006  | Абу-Дабі                   | ОАЕ               | 2 – 5     | Польща             | товариський матч   | 1    | кап. 67' |
| 7-2-2007   | Херес-де-ла-Фронтера       | Словаччина        | 2 – 2     | Польща             | товариський матч   | -    |          |
| 24-3-2007  | Варшава                    | Польща            | 5 – 0     | Азербайджан        | Відбір до ЧЄ 2008  | -    |          |
| 28-3-2007  | Кельці                     | Польща            | 1 – 0     | Вірменія           | Відбір до ЧЄ 2008  | -    |          |
| 2-6-2007   | Баку                       | Азербайджан       | 1 – 3     | Польща             | Відбір до ЧЄ 2008  | -    | 80'      |
| 6-6-2007   | Єреван                     | Вірменія          | 1 – 0     | Польща             | Відбір до ЧЄ 2008  | -    |          |
| 22-8-2007  | Москва                     | Росія             | 2 – 2     | Польща             | товариський матч   | -    | 46'      |
| 8-9-2007   | Лісабон                    | Португалія        | 2 – 2     | Польща             | Відбір до ЧЄ 2008  | -    | 29'      |
| 13-10-2007 | Варшава                    | Польща            | 3 – 1     | Казахстан          | Відбір до ЧЄ 2008  | -    | 46'      |
| 17-10-2007 | Лодзь                      | Польща            | 0 – 1     | Угорщина           | товариський матч   | -    | 83'      |
| 17-11-2007 | Хожув                      | Польща            | 2 – 0     | Бельгія            | Відбір до ЧЄ 2008  | -    |          |
| 21-11-2007 | Белград                    | Сербія            | 2 – 2     | Польща             | Відбір до ЧЄ 2008  | -    |          |
| 6-2-2008   | Прага                      | Чехія             | 0 – 2     | Польща             | товариський матч   | -    |          |
| 26-3-2008  | Краків                     | Польща            | 0 – 3     | США                | товариський матч   | -    | 37'      |
| 27-5-2008  | Шкодер (місто)             | Албанія           | 0 – 1     | Польща             | товариський матч   | -    | 64'      |
| 1-6-2008   | Хожув                      | Польща            | 1 – 1     | Данія              | товариський матч   | -    |          |
| 8-6-2008   | Клагенфурт-ам-Вертерзе     | Польща            | 0 – 2     | Німеччина          | ЧЄ 2008 - 1-й етап | -    |          |
| 12-6-2008  | Відень                     | Австрія           | 1 – 1     | Польща             | ЧЄ 2008 - 1-й етап | -    | 58'      |
| 16-6-2008  | Клагенфурт-ам-Вертерзе     | Польща            | 0 – 1     | Хорватія           | ЧЄ 2008 - 1-й етап | -    |          |
| 6-9-2008   | Варшава                    | Польща            | 1 – 1     | Словенія           | Відбір до ЧС 2010  | -    |          |
| 11-10-2008 | Краків                     | Польща            | 2 – 1     | Чехія              | Відбір до ЧС 2010  | -    |          |
| 15-10-2008 | Братислава                 | Словаччина        | 2 – 1     | Польща             | Відбір до ЧС 2010  | -    |          |
| 19-11-2008 | Дублін                     | Ірландія          | 2 – 3     | Польща             | товариський матч   | -    |          |
| 11-2-2009  | Віла-Реал-де-Санту-Антоніу | Уельс             | 0 – 1     | Польща             | товариський матч   | -    |          |
| 28-3-2009  | Белфаст                    | Північна Ірландія | 3 – 2     | Польща             | Відбір до ЧС 2010  | -    | 86'      |
| 1-4-2009   | Кельці                     | Польща            | 10 – 0    | Сан-Марино         | Відбір до ЧС 2010  | -    |          |
| 12-8-2009  | Бидгощ                     | Польща            | 2 – 0     | Греція             | товариський матч   | -    | 86'      |
| 2-9-2011   | Варшава                    | Польща            | 1 – 1     | Мексика            | товариський матч   | -    |          |
| 6-9-2011   | Гданськ                    | Польща            | 2 – 2     | Німеччина          | товариський матч   | -    |          |
| 7-10-2011  | Сеул                       | Південна Корея    | 2 – 2     | Польща             | товариський матч   | -    | 80'      |
| 11-10-2011 | Вісбаден                   | Польща            | 2 – 0     | Білорусь           | товариський матч   | -    |          |
| 11-11-2011 | Вроцлав                    | Польща            | 0 – 2     | Італія             | товариський матч   | -    | 69'      |
| 15-11-2011 | Познань                    | Польща            | 2 – 1     | Угорщина           | товариський матч   | -    |          |
| 29-2-2012  | Варшава                    | Польща            | 0 – 0     | Португалія         | товариський матч   | -    |          |
| 22-5-2012  | Клагенфурт-ам-Вертерзе     | Латвія            | 0 – 1     | Польща             | товариський матч   | -    |          |
| 26-5-2012  | Варшава                    | Польща            | 1 – 0     | Словаччина         | товариський матч   | -    |          |
| 2-6-2012   | Варшава                    | Польща            | 4 – 0     | Андорра            | товариський матч   | 1    |          |
| 8-6-2012   | Варшава                    | Польща            | 1 – 1     | Греція             | ЧЄ 2012 - 1-й етап | -    |          |
| 12-6-2012  | Варшава                    | Польща            | 1 – 1     | Росія              | ЧЄ 2012 - 1-й етап | -    |          |
| 16-6-2012  | Вроцлав                    | Польща            | 0 – 1     | Чехія              | ЧЄ 2012 - 1-й етап | -    | 61'      |
| 15-8-2012  | Таллінн                    | Естонія           | 1 – 0     | Польща             | товариський матч   | -    |          |
| 7-9-2012   | Подгориця                  | Чорногорія        | 2 – 2     | Польща             | Відбір до ЧС 2014  | -    |          |
| 11-9-2012  | Вроцлав                    | Польща            | 2 – 0     | Молдова            | Відбір до ЧС 2014  | -    | 55'      |
| 12-10-2012 | Варшава                    | Польща            | 1 – 0     | ПАР                | товариський матч   | -    | кап.     |
| 17-10-2012 | Варшава                    | Польща            | 1 – 1     | Англія             | товариський матч   | -    | кап.     |
| 14-11-2012 | Гданськ                    | Польща            | 1 – 3     | Уругвай            | товариський матч   | -    | кап. 25' |
| 6-2-2013   | Дублін                     | Ірландія          | 0 – 2     | Польща             | товариський матч   | -    | 46'      |
| 22-3-2013  | Варшава                    | Польща            | 1 – 3     | Україна            | Відбір до ЧС 2014  | -    |          |
| 26-3-2013  | Варшава                    | Польща            | 5 – 0     | Сан-Марино         | Відбір до ЧС 2014  | -    | 87'      |
| Усього     |                            | Матчів            | 60        |                    | Голів              | 2    |          |

## Досягнення
- Чемпіон Бельгії:

«Андерлехт»: 2006-07, 2009-10, 2011-12, 2012-13
- Чемпіон Англії:

«Лестер Сіті»: 2015-16
- Володар Кубка Бельгії:

«Андерлехт»: 2007-08
- Володар Суперкубка Бельгії:

«Андерлехт»: 2007, 2010, 2012